# شینجی یاماموتو
شینجی یاماموتو (انگلیسی: Shinji Yamamoto؛ زادهٔ ۱۷ سپتامبر ۱۹۵۳) بازیکن هندبال اهل ژاپن بود.